# Don Carlos, hertig av Molina
Carlos Maria Isidro de Borbon, hertig av Molina, var infant av Spanien, yngre son till Karl IV av Spanien, född 29 mars 1788 i Aranjuez, död 10 mars 1855 i Trieste var tronpretendent till den spanska kronan.

## Biografi
Don Carlos var, då hans bror kung Ferdinand VII av Spanien saknade manliga ättlingar, presumtiv tronarvinge. Don Carlos sympatiserade med den katolska reaktionen men var ointresserad att blanda sig i konspirationer mot kungen och förblev brodern trogen. Han protesterade dock våldsamt mot ändringen av successionsordningen 1830, initierad av brodern för att hans dotter Isabella II av Spanien skulle ärva tronen. Han vägrade dock att gripa till vapen mot brodern, trots uppmaningar från flera kyrkotrogna, särskilt under Ferdinands svåra sjukdom 1832. Don Carlos begav sig i stället till sin svåger Dom Miguel i Portugal och understödde denne i inbördeskriget där. 
Vid underrättelsen om broderns död hemma i Spanien utfärdade Don Carlos en proklamation, där han bland annat förklarade sin vilja överta tronen och bibehålla sin brors alla ministrar. Regeringen svarade med att konfiskera all hans egendom. Don Carlos valde då att uppmana sina anhängare till motstånd och inledde en väpnad revolt mot den spanska regeringen. Själv stannade han dock i Portugal men måste fly därifrån till England 1834. Därifrån återkom han i juli samma år till Spanien, och förenade sig med sina anhängare. Ett långvarigt och blodigt krig utbröt, där Don Carlos till en början hade stora framgångar, men han avböjde alla kompromissförslag, och efterhand gick striderna allt sämre, och 1839 måste han, sedan stora delar av hans armé ingått fred, fly till Frankrike.
1845 avsade han sina tronanspråk till förmån för sin son Don Carlos, greve av Montemolin och levde återstoden av sitt liv mestadels i Österrike. Don Carlos och hans arvingar (de och deras anhängare kallades carlister) slogs för sina tronanspråk i decennier och var en politisk kraft i Spanien ända fram till Francos död på 1970-talet. 
Don Carlos var gift första gången 1816 med sin systerdotter Maria Francisca av Portugal (1800-1834); gift andra gången med sin systerdotter (och svägerska) Maria Teresa av Portugal (1793-1874).
Hans äldste son och efter fadern tronpretendent var Don Carlos, greve av Montemolin (1818-1861), andre sonen och efter brodern tronpretendent var Don Juan, hertig av Montizon.